# Skuddag
Skuddag er den 24. februar i et skudår. I den gamle romerske kalender var februar den sidste måned, som oprindelig havde 23 dage. Da kalenderen ikke passede helt godt til årstiderne, skød man sommetider en skudmåned af variabel længde ind. Denne placering af skuddag på den 24. februar blev bibeholdt af Cæsar i den julianske kalender og senere også da den gregorianske kalender blev indført.

## Traditioner
Ifølge en gammel tradition har kvinder lov til at fri til mænd på skuddagen, og mænd der afviser sådan et frieri, skal bøde med 12 par handsker eller 12 par strømper. Ifølge overleveringen stammer traditionen fra et dekret i 1288 af dronning Margaret af Skotland.